# Хорватское общество лесного хозяйства
Хорватское общество лесного хозяйства (хорв. Hrvatsko šumarsko društvo) — некоммерческая организация, берущая своё начало в Хорватско-Славянском сельскохозяйственном обществе, основанном в 1841 году. Оно имеет отношение ко многим достижениям в области лесного хозяйства, образования и науки в Хорватии: включая законотворчество в области лесного хозяйства, основание в 1860 году Королевского сельскохозяйственного и лесного колледжа (сегодня — Сельскохозяйственный колледж) в городе Крижевци и публикацию первого в Юго-Восточной Европе специализированного научного издания о лесе и лесном хозяйстве («Журнал лесного хозяйства», 1877). В настоящее время Общество лесного хозяйства насчитывает около трёх тысяч членов.

## История
Хорватское общество лесного хозяйства берёт своё начало в Хорватско-Славянском сельскохозяйственном обществе, основанном по инициативе ряда лесников в Загребе в 1841 году. Секция лесоводства в обществе была создана 26 декабря 1846 года в Пречече под Загребом — c этой даты принято отсчитывать срок существования Общества лесного хозяйства. Для сравнения, первая ассоциация лесного хозяйства в Центральной Европе была основана в 1839 году в Германии (в Баден-Вюртемберге), а Ассоциация лесного хозяйства Швейцарии была создана в 1843 году.
Само Общество лесного хозяйства имеет отношение ко многим достижениям в области лесного хозяйства, образования и науки в Хорватии. Среди них отмечают и принятие в 1852 году «Закона о лесах» (как и начало его «строгого соблюдения» спустя шесть лет), и основание в 1860 году Королевского сельскохозяйственного и лесного колледжа (сегодня — Сельскохозяйственный колледж) в городе Крижевци, и публикация первого в Юго-Восточной Европе специализированного научного издания о лесе и лесном хозяйстве — «Журнал лесного хозяйства» (хорв. Šumarski list), который впервые вышел из типографии 1 января 1877 года и с тех пор непрерывно публикуется, вплоть до сегодняшнего дня. Кроме того, Хорватское общество лесного хозяйства занималось подготовкой и принимало участие в «Будапештской Выставке Тысячелетия» в 1896 году, где у Королевства Хорватия и Славония был свой отдельный выставочный зал, а лесному хозяйству региона и обработке древесины был посвящён свой собственный специальный павильон. Строительство Хорватского лесного дома (на сегодняшней площади Ивана Мажуранича в Загребе) в 1898 году и начало строительства Лесной академии (Шумарская академия), начавшееся 20 октября того же года, также не обошлось без участия Общества лесного хозяйства. При этом, Лесотехническая академия стала четвёртым институтом, относящемся к Загребскому университету: тогда ещё «опираясь» на факультет философии. При содействии Общества в Хорватии был создан Музей лесного хозяйства и основана Академии лесохозяйственных наук (в 1996 году).
В настоящее время Общество лесного хозяйства насчитывает около 2700 членов и «гордится непрерывностью своего существования и деятельности, независимо от изменений в правительстве, государстве, технологиях и условиях жизни» в стране.

## Позиция
Хотя в долгой истории Общества лесного хозяйства были времена, когда ему было сложно донести свою позицию до властей, многочисленные конференции, симпозиумы, экспертные дискуссии, экскурсии и лекции часто позволяли добиться учёта интересов лесников и лесной промышленности в целом: работы Общества становились «краеугольным камнем» в решениях, законах, правилах и руководствах, связанных с лесным хозяйством и переработкой древесины.
По собственным словам, сегодня Хорватское общество лесного хозяйства поддерживает общемировой принцип «устойчивого лесопользования». Хорватии относится к числу стран с наиболее хорошо сохранившимися лесами в Европе. Забота о лесе как источнике сырья для дальнейшей переработки сочетается с ответственной позицией за сохранение «полезных функций лесов»: социальных (туристических, эстетических, рекреационных) и экологических (гидрологический, противоэрозионных, климатических, и так далее) — а также и для сохранения биоразнообразия самих хорватских лесов.
В соответствии с официальным положением об Общества оно является объединением инженеров и техников лесного хозяйства, технологов, работающих с древесиной, химических переработчиков древесины и других специалистов, обладающих соответствующей квалификацией. Цель Общества состоит в том, чтобы объединить соответствующих экспертов для преодоления инженерных и технологических вызовов, стимулировании технического развития и исследований, образования и непрерывного обучения, защиты интересов профессии. Это достигается за счёт деятельности как отдельных членов, так и отделений и самой штаб-квартиры — а также, внутреннего и международного сотрудничества.

### Отделения
Сегодня Хорватское общество лесного хозяйства, работая в соответствии с Законом об объединениях от 1997 года, функционирует в качестве объединения тысяч своих членов, аффилированных в 19 филиалах: Беловар, Госпич, Карловац, Копривница, Нов Градишко, Осиек, Сплит, Вараждин, Загреб и другие — которые независимы друг от друга в операционной и финансовой деятельности.